# Prasocuris gressitti
Prasocuris gressitti là một loài bọ cánh cứng trong họ Chrysomelidae. Loài này được Daccordi & Gruev miêu tả khoa học năm 1991.